# Nobleza incaica

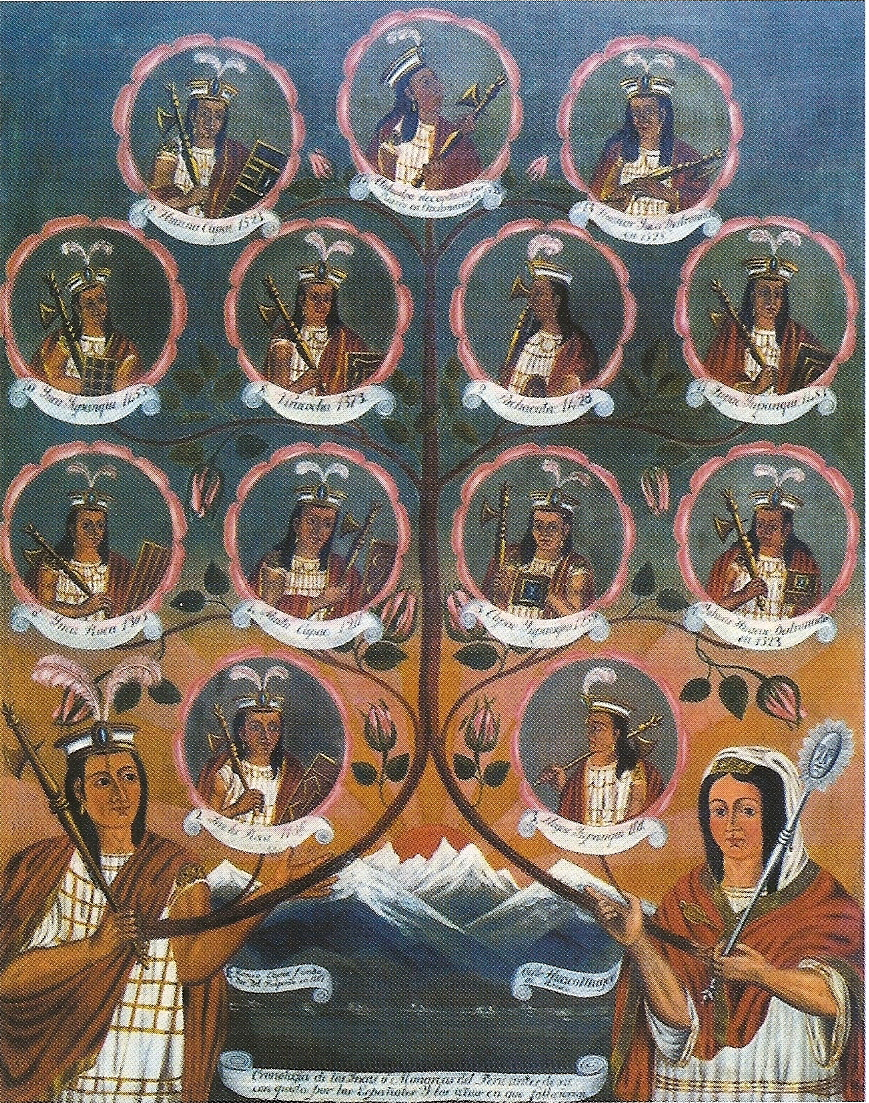
Sapa inkakuna, cuadro cuzqueño del siglo con los linajes incas mentados por las crónicas coloniales y su relación con las reinas reales del Cuzco, que esconden tras de sí una compleja representación de la organización social incaica.

La nobleza en el imperio incaico fue un grupo social privilegiado compuesto, según el historiador Jose Antonio del Busto, por cuatro grupos:
- Realeza o la corte imperial, conformada por el Inca (el monarca), la Coya (esposa principal del Inca), los auquis (príncipes) y las ñustas (princesas).[1]
- Nobleza de Sangre, conformada por los descendientes de cada Inca y miembros de la etnia inca o taipicalas, quienes integraban los ayllus reales o panacas. Ejercían las más altas funciones, como gobernadores, funcionarios imperiales, generales, sumos sacerdotes, etc.[2]
- Nobleza de Privilegio, cuyos miembros no pertenecían a la familia imperial, sino que eran nacidos del pueblo, pero que por sus grandes servicios prestados al Estado (en las guerras, en el culto religioso, en las obras públicas, en las artes, etc.) habían alcanzado tal jerarquía. Tal era el caso de los jefes militares, los sacerdotes y las acllas.[2]
- Nobleza de las etnias anexionadas, es decir, los curacas y sus parentelas que conformaban la aristocracia regional y local.[3]

Se estima en más de 10 000 individuos repartidos en diferentes partes del Tahuantinsuyo, que cumplían funciones administrativas y militares.[cita requerida] Parte de las estrategias utilizadas por los incas para someter a otros pueblos, luego de enfrentamientos militares, era establecer alianzas matrimoniales entre los gobernantes locales y las hijas o concubinas del Inca a modo de crear lazos que permitieran la ocupación pacífica. También era habitual que el curaca entregara a sus hijas o esposas al Inca, las que se enviaban directamente al Cuzco para formar parte de su panaca. 
Todos ellos gozaban de múltiples privilegios, como trasladarse en litera, montar caballos (durante el virreinato), vestir telas finas, protegerse con quitasoles, y tener varias concubinas y servidores, los yanaconas. Por debajo se encontraba la gran masa de población, los hatunruna o «gentecomún» quienes tributaban para la manutención de estas castas.

## Historia
| Clases sociales | Representantes |
| --------------- | --- |
| Realeza         | - Inca. - Coya: Esposa del inca. - Auqui: Hijo del inca y heredero. |
| Nobleza         | - Nobleza de Sangre: Restantes miembros de las Panacas (parientes del anterior inca). - Nobleza de Privilegio: Personas que destacaron por sus servicios; Sacerdotes, Acllas y Altos jefes.                                                                                                 |
| Aillu           | - Hatun Runa: Tributarios (campesinos). - Mitimaes: Grupos trasladados para colonizar nuevas regiones enseñando a los pueblos nuevas costumbres. - Yanaconas: Servidores del inca y del imperio. - Piñas: Prisioneros de guerra dependientes del inca que no eran escogidos como Yanaconas. |

### Imperio incaico
Para distinguirse del resto, los varones miembros de la nobleza se trasquilaban el cabello, cortándoselo y llevándolo sumamente corto en comparación a todos los habitantes del Imperio, quienes estimaban mucho llevar el cabello largo. Los de la etnia incaica, además se deformaban el cráneo en forma tubular erecta.

#### Panaca real
Los incas constituían una verdadera casta dentro del imperio con características de exclusividad y preeminencia hacia los súbditos comunes. Sus miembros pertenecían a las panacas, las familias creadas por cada uno de los soberanos incas que se habían sucedido en el trono. Esta nobleza, al igual que los soberanos, formaban una estirpe, debido a los enlaces endogámicos que establecían entre sí, no tanto para conservar la pureza de sangre sino para mantener los estrechos vínculos de parentesco con el Sapa Inca. La pertenencia a esta élite restringida estaba determinada por lazos de consanguinidad y nadie podía acceder a ella salvo por derecho de nacimiento. Las excepciones eran los llamados "nobleza por privilegio", una categoría limitada de individuos comunes que se habían distinguido por méritos militares excepcionales y que eran acogidos en las filas de la nobleza en consideración a las cualidades demostradas en la batalla. 

#### Orejones
El derecho de nacimiento era un requisito indispensable para ser miembro de la realeza incaica o curacal, que se confirmaba durante la juventud con el ritual de warachikuy, donde se elegía a los jóvenes cusqueños según su destreza física o mental y donde elegían su segundo nombre dejado atrás el de su nacimiento, el ritual finalizaba con una solemne ceremonia que consistía en la perforación de los lóbulos de las orejas y la introducción en ellos de aquellos discos de oro que eran la insignia de la casta y que habrían dado a los incas el apelativo de orejones por los conquistadores españoles. 
La guerra los involucró de manera preponderante, pero también tuvieron que acometer todos los trámites administrativos que regían el complejo aparato estatal y preveían la gestión del Estado. Siendo ellos los únicos en alcanzar los conocimientos técnicos y jurídicos necesarios, también tuvieron que cargar con la carga de administrar justicia y planificar las inmensas obras arquitectónicas y agrícolas que caracterizaron a la civilización inca.

#### Nobleza de privilegio
Muchos de los grandes generales del imperio incaico fueron ennoblecidos y sus familias liberadas de tributos gracias a su destacado desenvolvimiento militar durante la expansión del imperio incaico.

#### Nobleza curacal o regional
Se conformó por los gobernantes de las etnias aliadas o conquistadas por los incas en su expansión, estaban los curacas de guarangas (jefes de 1000 familias) y los curacas de pachacas (jefes de 100 familias) que los sucedían, estos accedían al cargo por elección del sapa inca o por derecho de nacimiento al ser descendientes de gobernantes locales anteriores a los incas. En palabras de Franklin Pease García Yrigoyen:

Se puede afirmar que en la expansión del Tahuantinsuyu (sic) no puede afirmarse que los curacas formaran parte automáticamente de la administración incaica, aunque es evidente que se relacionaban con ella...Tampoco es visible que todos los curacas fueran nombrados por el Inka, al contrario queda suficiente evidencia que las diferentes formas de acceso al poder étnico no dependían del gobernante cuzqueño, sino de pautas establecidas y constantes, en funcionamiento en cada grupo técnico. A lo más puede decirse que el Inka «confirmaría» las decisiones étnicas que, previamente, habían llevado a la designación de autoridades. Dicha confirmación era ritual.

Tuvieron un papel muy importante en la administración civil y militar del Tahuantinsuyo ya que eran los miembros que tenían contacto directo con la población del imperio y organizaban partidas dedicadas a las mitas, al pastoreo y la producción agrícola. Se destaca también su grado de independencia y su apoyo militar al inca cuando este lo solicitaba, cabe destacar que muchos de ellos estaban emparentados con los sapa incas, ya que las princesas locales eran concubinas de este en el Cusco. Se tienen por ejemplo a Contarhuacho de Huaylas y Añas Colque.
El curaca, sin embargo, no actuaba solo, compartía su poder con un yanapaque o segunda persona, como lo conocieron los españoles. Este generalmente era un pariente cercano, o usualmente su hermano, quien lo reemplazaba cuando se enfermaba, envejecía, estaba incapacitado físicamente o se ausentaba. El símbolo supremo de su autoridad era la tiana (quechua: tiyana, 'asiento') o dúho, un asiento de madera, piedra o metal, de apenas 20 cm de altura aproximadamente, objeto del cual tomaban posesión el día de su asunción al mando.

### Durante el virreinato
Disuelto el incanato por Francisco Pizarro en 1534, hubo miembros de la Casa real incaica cusqueña que apoyarían a los españoles en la Conquista del Imperio incaico, como Túpac Hualpa, Manco Inca o Paullu Inca. En un principio, para liberarse de las tropas atahualpistas que tenían sitiada Cusco, durante la Guerra civil incaica. Con Paullu Inca, bautizado por Juan Pérez Arriscado, varios nobles prosiguieron en convertirse al catolicismo, como García Cayo Topa, Felipe Caro Topa, Juan Paccac o Pascac, Juan Sona, etc. Varios de estos incas católicos promoverían la construcción de Ermitas y Parroquias para ayudar al proceso de evangelización. Así, existió una nobleza indígena colaboracionista a la monarquía española y la iglesia católica, estos nobles indígenas que colaboraron con los españoles de un modo u otro lo hicieron con la esperanza de que la Corona les permitiera conservar su estatus y privilegios en el nuevo sistema virreinal.

"Algunos naturales de las Indias eran en tiempo de su infidelidad caciques y señores de pueblos, y porque después de su conversión a nuestra santa fe católica, es justo que conserven sus derechos, y el haber venido a nuestra obediencia no los haga de peor condición."
Felipe II, 1557

Sin embargo, Manco Inca, debido a los agravios recibidos por los españoles se rebelaría y forjaría su propia línea de sucesión al trono inca, a través de los Incas de Vilcabamba, quienes, por medio del Estado neoincaico, le declararon la guerra a la Monarquía Hispánica. Pese a ello, virreyes del Perú como Pedro de la Gasca, Andrés Hurtado de Mendoza y otros buscaron integrar a esos reductos incas al área de colonización española con el fin de que pudieran controlarlos y terminar las revueltas. El 5 de enero de 1558, el joven soberano, Sayri Túpac, recibió una majestuosa acogida por parte del virrey Hurtado de Mendoza en la ciudad de Lima, en el que acordaron que: A cambio de recibir y reconocérsele propiedades prometidas por los españoles, renunció a sus derechos como soberano del Tahuantinsuyo, en favor de trasladar tales derechos (de ser sucesor de Atahualpa) al rey Felipe II de España y a sus sucesores de la Corona de Castilla, en una aplicación de Translatio imperii. Aunque se reanudaría la guerra hispano-inca con su sucesor Titu Cusi Yupanqui, se reafirmaron los términos con el Tratado de Acobamba, por el que aceptaba el Inca ser vasallo del rey Felipe II, solo en la medida de que este cumpliera con el trato, y este a su vez reconocía su título de Inca.

«En remuneración y recompensa de los Reynos del Perú, por la cessión, y renuncia expontania, que mis Reales pasados hicieron de ellos, en obsequio de la Real Corona de Castilla».

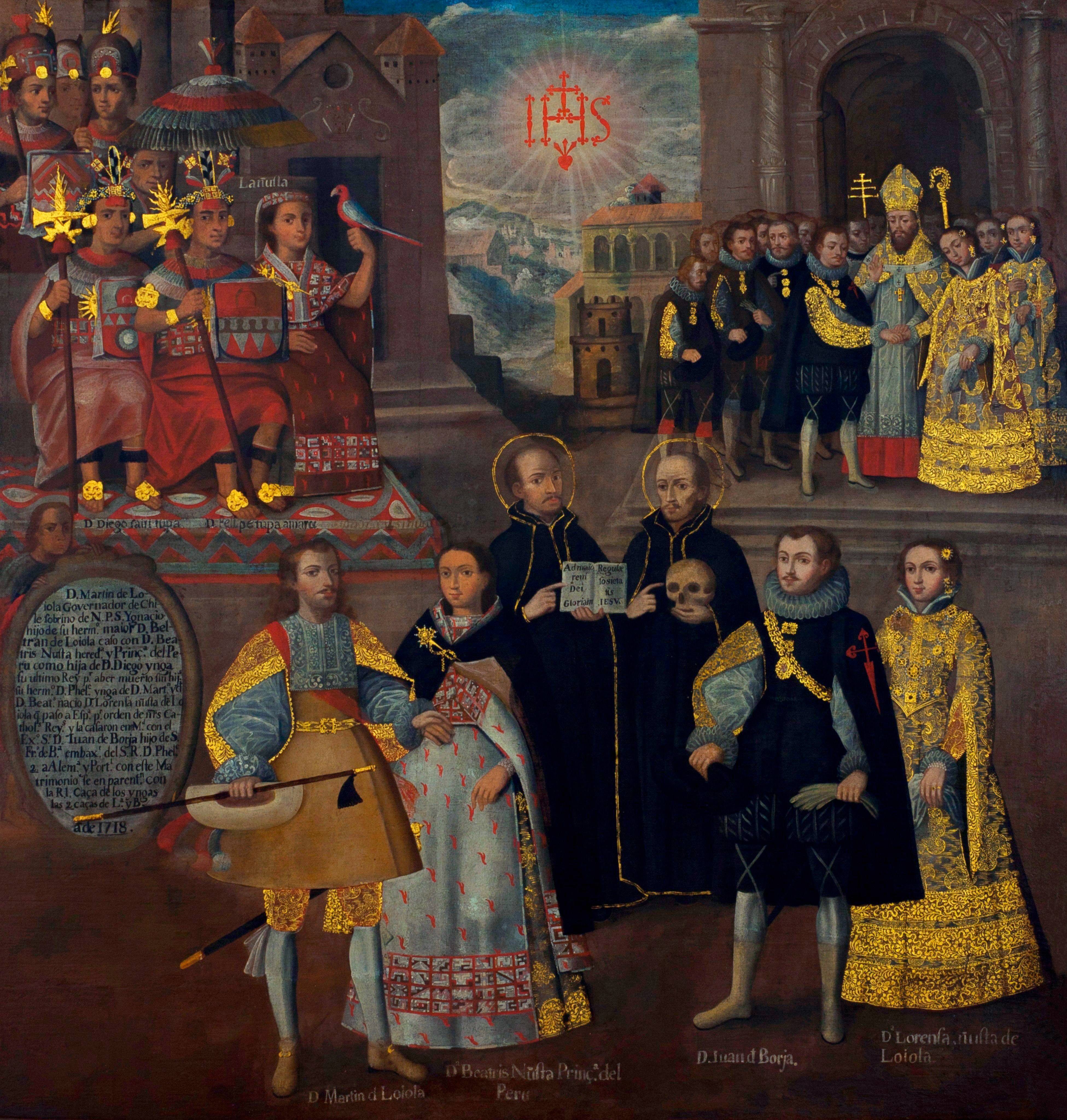
Matrimonio del capitán Martín García Óñez de Loyola con Beatriz Clara Coya y de Juan Enríquez de Borja con Ana María de Loyola Coya, hija de Martín y Beatriz

Durante el Virreinato del Perú, la nobleza incaica la conformaron todos los indígenas nobles; es decir, todos los descendientes de la élite incaica y de las panacas reales. Fueron también nobles reconocidos aquellos indígenas descendientes de las grandes etnias costeñas y andinas. Instaurado el virreinato, la condición de estos nuevos nobles no fue aceptada por los encomenderos, pues creían que esta clase social podría encabezar alzamientos y revoluciones, tal como sucedió durante la rebelión de Manco Inca.

#### Consejo de los 24 electores incas (1550-1570)
Carlos I concedió, desde 1544, múltiples privilegios a la alta nobleza cusqueña que hubieran sido leales y cooperativos con las autoridades españolas, como Paullo Inca, Cayo Topa, Don Felipe Cari Topa, etc. Posteriormente, ordenó, por Real Cédula del 9 de mayo de 1545, la creación del Alférez Real de los Incas, otorgándosele tales honores a Cristóbal Paullu Inca, siendo su elección a cargo de los descendientes de la panca de Huayna Cápac. También en otra real cédula del mismo día le otorgaría blasones nobiliarios a Gonzalo Uchu Hualpa y Felipe Tupa Inga Yupanqui, ambos hijos de Huayna Cápac, y en el mismo año a Luis Clemente Topa.
En 1570, se concedió a los nobles cusqueños elegir un Alférez real. Posteriormente se dispuso en 1595, durante el gobierno de Felipe II de España, que cada una de las panacas fuese representada por 2 electores y que todos constituirían un Cabildo de Indios Nobles, que estuviera compuesto de 24 electores, quienes nombrarían mediante sufragio a un Alférez Real para la festividad de Santiago Apóstol, patrón de España. Inspirado en el Consejo de los Príncipes electores del Sacro Imperio Romano Germánico, se formaría el Consejo de los 24 nobles electores Incas del Cusco con mucha influencia en Cusco en el siglo XVII.

#### Recomposición de la nobleza (1570-1585)
Con la llegada del virrey Álvarez de Toledo se daría un proceso de reorganización de nobleza indígena , suprimiendo los cacicazgos instaurados por los llamados conquistadores y encomenderos. Esta elite indígena había alcanzado el poder en ciertas regiones por haber ayudado como jefes militares y colaboradores políticos a los primeros españoles en sus empresas de conquista, y habían logrado prolongar su mandato hasta la década de 1560, siendo denunciados muchas veces por los indios hatunrunas a causa de sus malos tratos. También se quiso verificar la procedencia de algunos "incas de privilegio" y abolir los títulos de quienes se presentaban con engaños que eran nobles indígenas.
Álvarez de Toledo se encargó de neutralizar a toda la elite indígena que supusiesen un peligro para la Corona, por lo que muchas veces tuvo que recurrir a métodos arbitrarios. Toledo generó un grave daño a la elite cusqueña que repercutió en la decadencia económica de sus barrios por la confiscación temporal de sus bienes (como el palacio y parroquia de San Cristóbal Qolqanpata, sus rentas, encomiendas, mercedes y hasta títulos) y luego intentar obligarles a ser indios tributarios (lo que generó que apelasen en la Real Audiencia de Lima contra dicha medida), también generó que los indios nobles no pudieran ser educados en el colegio jesuita del Cusco entre 1570 y 1580.
Los nobles Incas del Cuzco fueron reducidos en parroquias y fueron obligados por el virrey Álvarez de Toledo a pagar tributo juntamente con los yanaconas o hatunrunas, aunque lograron ser eximidos de tributar luego de protestar. Toledo llegó a solicitar que Ana María de Loyola Coya Inca, descendiente de Sayri Tupac, debía de ser enviada a España, impidiéndosele retornar al Perú. Ante ello, la Orden jesuita se volvió un fuerte defensor de la legitimidad incaica dentro del Imperio español, los religiosos fueron partidarios de una política indigenista en el que se relataba a los Incas como los "señores naturales" de los Reinos del Perú, cuyos privilegios no podían ser eliminados por la conquista española. o el Inca Garcilaso de la Vega)
Toledo era partidario de la visión de los Incas como tiranos que usurparon las tierras e instituciones de los demás pueblos indígenas en contra de su voluntad durante las Expansiones del Imperio inca. Muchos clérigos y burócratas mostraron un fuerte deseo de indagar empíricamente sobre los indios y los Incas con fines específicos de garantizar la autoridad moral del Imperio español en los Reinos de Indias, dándose intrincados debates sobre si los Incas debían ser vistos como "Señores Naturales" o como "Tiranos". Posteriormente, el Virrey Toledo ordenó la realización de la primera Genealogía Inca, con base en las tradiciones orales y otras probanzas de las panacas, para preservar su historia y lograr una legitimidad política ante los Indios. A su vez, entre las décadas de 1570 y 1580 lograrían realizar acciones legales donde se les reconociera sus privilegios y exención de Servidumbre ante el estado español, adaptándose a las categorías jurídicas de la nobleza castellana como hidalgos.

#### Nobleza paralela (1580-1720)
Durante un siglo, los nobles descendientes de las panacas reales fueron reconocidos y aceptados en un gobierno paralelo al español en lo que se conoce como la república de indios, las alcaldías y juzgados de indios. Muchos de ellos tuvieron comercio directo con la población española, pues tuvieron acceso a tierras y chacras. Hay que señalar que los nobles indígenas se encontraban exentos de tributar y de ir a la mita, por lo que el comercio se convirtió en una fuente de ingresos importante. Los nobles indígenas, aprovechando su condición, muchas veces comerciaban con productos que a su vez se encontraban libres de impuestos (olluco, oca, papa, etc.) y que tenían gran demanda entre la población. La corona creó colegios especiales para curacas. En ellos, además de ser correctamente evangelizados, aprendían gramática y ciencias. Prestaban servicios en la Milicia del Cuzco y en otras milicias provinciales (ya sea como suboficiales u oficiales) e incluso tenían la potestad de declarar la guerra, siempre que cumplieran con su deber y obligación al servicio de la Corona (protestad que harían contra la Rebelión de Túpac Amaru II) y se les concedió el derecho de administrar tribunales, concejos y cabildos por todos sus dominios. Con dicha autoridad, privilegios y riquezas, llegarían a mantener sus palacios, así como manejar los negocios más importantes de la economía virreinal.  
También llegarían a ser mecenas de la Escuela cuzqueña de pintura, pues vieron a las artes como un medio de propaganda social y política para salvaguardar su tradición a través de conmemorar eventos históricos y costumbres de importancia para los incas. Entre los mejores estudiosos sobre las panacas de los incas de la era virreinal, estuvo el corregidor del Cuzco, Juan Polo de Ondegardo y Zárate, lo cual influyo mucho en las pinturas sobre la genealogía de varias familias incas.
Muchos nobles incas fueron leales al Imperio español, al ser funcionarios públicos muy competentes para los Virreyes del Perú (o incluso Gentilhombres del Rey de España en las Cortes) o sea por ingresar en las Fuerzas armadas de España, incluida las Órdenes militares españolas o la Real y Distinguida Orden de Carlos III. Figuras notables de incas al servicio de la causa realista fueron:
- Mateo Inca Yupanqui (de la panaca de Túpac Yupanqui), alcalde y después alguacil mayor de los indios de Quito por elección del Corregidor.[22]

- Melchor Carlos Inga.[23] Sería enviado a España en 1602, donde sería admitido en el Real Colegio de Religiosos Calzados de San Agustín, se le nombraría Gentilhombre de Boca y sería parte de las Cortes de España.[24]

- Juan Carlos Melchor Inga (hijo ilegítimo de Melchor Carlos Inca), sería admitido en la Universidad de Alcalá, donde estudiaría en el Colegio de Santiago o de los Caballeros Manriques desde 1627.[24]

- Juan de Bustamante Carlos Inga (hijo de Mateo de Bustamante Carlos Inca, de la panaca de Paullu Inca, residió en la Corte de Fernando VI de España como gentilhombre de boca del rey.[25]

- Gregorio Choquehuanca (tío de José Domingo Choquehuanca,[26][27]), un Licenciado y Canónigo Racionero de la Catedral de charcas,[28] Junto al resto de su panaca, había combatido a Túpac Amaru II.[29]

- Manuel Inca Yupanqui (hijo de Domingo Uchu Inca Ampuero, Alférez de infantería del presidio de El Callao), se formó en el Real Seminario de Nobles de Madrid,[30] para posteriormente ingresar al Ejército del rey en 1805, y luego ascender a Coronel del Ejército Real e Intendente General en el Alto Aragón (Huesca). En su larga trayectoria estuvo al servicio de España en las Guerras napoleónicas.[31]

- Dionisio Inca Yupanqui estudio en el Real Seminario de Nobles de Madrid. Posteriormente fue un representante del Perú en las Cortes de Cádiz en medio de la crisis generada por la Invasión napoleónica, además de suscribir el Manifiesto de los Persas.[30] [32]

- Mateo Pumacahua Inca, quien lucharía contra el rebelde Túpac Amaru II y serviría en el Ejército Real del Perú por la causa realista y contrarrevolucionaria. Posteriormente participaría en la Rebelión del Cuzco de 1814 en contra del Virrey Fernando de Abascal y Sousa.

El virrey José de Armendáriz restableció el sistema por el cual los nobles incas que pudieran acreditar su ascendencia eran reconocidos como hidalgos de Castilla. Esto condujo a un frenesí por parte de la nobleza indígena, que tenía que demostrar sus títulos nobiliarios para legitimar su estatus. Utilizaban las probanzas y las presentaban a los tribunales, aunque muchas veces eran falsas.

#### Declive (1780-1820)
José Antonio de Areche, Benito de la Mata Linares, Vicente Ore, Juan Bautista, Jiménez Villalba, entre otros, buscaban conseguir la abolición de la nobleza indígena y de sus instituciones, a la que consideraban un estorbo para la modernización buscada por las Reformas borbónicas y su Despotismo ilustrado, en busca de una nación unificada y centralizada en las instituciones del Reino de Castilla (haciendo que el Fuero diferenciado de los Reinos de Indias sea vistos con malos ojos, deseándose castellanizar a los nobles incas), así como por las denuncias de sus múltiples irregularidades con la ley y de fraudes en los nobles incas con sus probanzas de nobleza.
El caos generado por la Gran Rebelión de los Andes fue la excusa perfecta para que esta facción de la política española empiece a presionar por la realización de este proyecto. Estos arguyeron que la existencia de la nobleza inca ya no tenía alguna utilidad, porque su labor ayudando en la conquista, pacificación y evangelización del Perú ya había terminado hacía tiempo, mientras que argumentaban que era una institución inherentemente subversiva a la Monarquía Española por ser más leales a su cultura local que al Rey, concluyendo ya no eran imprescindibles para asegurar el control de España sobre los indios, sino que más bien suponían una amenaza para la Monarquía, en tanto que no estaba siendo controlados correctamente por las autoridades coloniales y por tanto se provocaba una serie de irregularidades en ellos (corrupción y Nepotismo), reflejado en el consejo de los 24 electores incas.

"que estos indios Principales comercian los títulos de Ingas y demás derechos Reales haciéndolos nobles a quienes tuviesen por amigos sin maior reparo"
Mata Linares, 1784

Fue así que un grupo de altos funcionarios españoles entre el gobierno borbónico, liderados por José Antonio de Areche, sugerirían al rey Carlos III que ordenase la abolición del estamento de la nobleza incaica, así como de los cacicazgos de la baja nobleza (creyendo que los caciques y nobles incas eran un peligro latente para la autoridad de la Corona, deseando que los reemplacen por otro tipo de autoridades sin arraigos culturales tan fuertes). Sin embargo, el virrey Agustín de Jáuregui prefirió mantenerse cauteloso y tan solo abolió los cacicazgos afines al rebelde Túpac Amaru II. A su vez, el visitador Jorge Escobedo decidió ser indiferente a la propuesta tras ser retirado Areche del cargo (en gran medida por las rivalidades de Areche y el Virrey Maneul Guirior).

“el que ellos auxiliasen en la Conquista no da merito a conservar esta idea de independencia: ellos fueron sugetados, y por consiguiente no deben reconocer sino una cabeza, un dominio”
Mata Linares, 1784

El magistrado Mata Linares inicio otro intento de abolir los privilegios de los nobles incas, a través del corregidor Matias Baulen, quien solicitó a los Incas Electores que presentaran sus títulos y documentos, acreditados por el gobierno virreinal, para permitirles seguir realizando sus operaciones institucionales. No lograron presentar tales documentos, por lo que gradualmente varios nobles serían impedidos de participar en la elección y estarían perdiendo sus privilegios al no poder demostrar su abolengo. Frente a ello, los Incas denunciaron, ante el corregidor Matías Baulen, al abogado de los Betancur Túpac Amaru, el español Vicente García Rodríguez (defensor de Diego Felipe Betancur contra José Gabriel Condorcanqui por la disputa de la herencia del Marquesado de Santiago de Oropesa), por fraude y robo en el año 1783-1785, aludiendo que estaba utilizando el nombre de la institución para "fines maliciosos" con "falsos informes", que dicho abogado había extraído, de las dependencias del Consejo, partidas de registro civil, extraviando varios documentos importantes (Vicente habría hecho esto para así introducir a la persona de Don Diego Tupac Amarú para ser uno de los Electores del Cabildo de los 24, eliminando documentos que perjudicasen sus ambiciones).
Algunos miembros apoyaron a Mateo Pumacahua y los Angulo en la Rebelión de 1814, otros a las políticas contrarrevolucionarias del virrey José Fernando de Abascal, pero no tuvieron un papel relevante en las Guerras de Independencia de la década de 1820, manteniéndose ajenos, neutrales y con algunos miembros que colaboraron tanto con realistas como con independentistas. Sin embargo, la gran mayoría apoyo la causa realista a cambio de que los intereses particulares de sus comunidades indias primaran a la hora de negociar los términos de su obediencia, aspirando una reducción de impuestos o garantías de ser premiados con un mayor estatus.

#### Disolución (1820-1825)
Con el Protectorado de San Martín, quien en un inicio quería favorecer a los Monarquistas peruanos, se había dejado claro que los títulos que se mantuvieron como "títulos del Perú" no incluían a la nobleza Indígena, solo a los nobles españoles y criollos titulados que firmaron la declaración de Independencia. Aquello se evidenciaría en la relación que hace el marqués Torre-Tagle, en el que no figura ningún título indígena. Además que, en el juramente de la independencia del 8 de enero de 1821 por Torre Tagle en Trujillo, se dio la exclusión de representantes indígenas del Cabildo de Naturales y de curacas famosos en las poblaciones rurales, como Manuel Anselmo Carhuaguatay, e incluso se ignoró la solicitud de la nobleza indígena de la región de Cajamarca para participar en el proyecto monárquico de José de San Martín y Bernardo de Monteagudo a través de proponer al cacique Manuel Soto Astopilco (cacique principal de las Siete Huarangas de la provincia y descendiente de Atahualpa) como posible Rey del Perú. Aquello dejó entrever de manera tácita que el movimiento liberal sanmartiniano podía concluir en un gobierno monárquico, o quizá republicano, pero en cualquiera de los casos, sería dirigido por la elite de criollos y no por nobles indígenas.
Los títulos de la nobleza criolla ya habían sido disueltos con la Constitución Política de la República Peruana de 1823, mientras que los títulos indígenas sobrevivieron en la resistencia del Virrey José de la Serna en el Cusco hasta 1824, año en que entró Simón Bolívar. En julio de 1825, Simón Bolívar abolió los privilegios de los nobles criollos e incas, y con la Constitución de 1826 se dieron por abolidos los “antiguos cabildos e instituciones” virreinales. Propuestas de disolver la institución habían recibido el apoyo de políticos como Salazar y Baquijano, Bernardo de Monteagudo, Rivagüero, Andrés de Santa Cruz, Hipólito Unanue, etc.

Decreto: Que ningún individuo del Estado exija directa o indirectamente el servicio personal de los peruanos indígenas, sin que preceda un contrato libre del precio de su trabajo. Que la igualdad entre todos los ciudadanos es la base de la Constitución de la República; que esta igualdad es incompatible con el servicio personal que se ha exigido por fuerza a los naturales indígenas, y con las exacciones y malos tratamientos que por su estado miserable han sufrido éstos en todos tiempos por parte de los jefes civiles, curas, caciques y aun hacendados
Bolívar, 1825

El estandarte de los nobles electores del Cusco fue enviado a Simón Bolívar por medio de Antonio José de Sucre. A pesar de la instauración de la república, la nobleza indígena se resistió a perder su modo de vida, por lo que se adaptaron y asimilaron nuevos mecanismos que les permitieran seguir manteniendo su estatus, como participar del sistema del gamonalismo aliándose con los criollos.

### Durante la República
Durante la República, se pueden distinguir dos grupos de familias que tomaron rumbos distintos, los que se asimilaron al sistema gamonal mediante alianzas y matrimonios con miembros del poder de turno; y los nobles empobrecidos que eligieron no unirse con los europeos. 

#### Alianzas con élites criollas (1821-1960)
Otras tantas familias incas lograrían sobrevivir económicamente, y teniendo aún algo de participación política marginal a nivel local, pero a únicamente a través de alianzas con el poder criollo. Esto usualmente fue a través de invertir el patrimonio y capital que aún pudieron conservar, para casarse con los Hacendados Gamonalistas. En su mayoría fueron activos en Moquegua, Arequipa, Cuzco, Ayacucho, Puno, Piura, Cajamarca, Lambayeque, Ancash y La Libertad y se comportaban como señores feudales, con un estatus de poder y riqueza mucho mayor que la poseída durante el Imperio español, puesto que no tenían que lidiar con virreyes, intendentes, corregidores, mediante alianzas con personajes del poder de turno, intentaron expandirse sobre las tierras que algunas comunidades de indios lograron mantener tras la Independencia.

“Con la independencia del Perú los caciques incaicos que sirvieron a España lograron sobrevivir. Estrecharon lazos familiares con los grupos económico más acaudalados de criollos en las provincias, convirtiéndose en los siglos XIX y XX en los amos de la tierra. En aquellos hacendados y gamonales que explotaron cruelmente a los indígenas y que hoy tras la revolución no existen más”.
General. Gallegos Venero, 1975

"Hay que destacar que los "gamonales" que abusaban del indio, generalmente eran mestizos blancoides y no estrictamente blancos".
De la Cadena, 2002

Estos gamonales de carácter mestizo/castizo, producto de uniones entre familias criollas ricas y cacicales, que intentaron desaparecer su ascendencia indígena de cara a la sociedad mediante el uso de apellidos españoles, tendrían algo de relevancia en las Guerras de la República del Perú, sobre todo en la Guerra del Pacífico, en la que mandaron apoyo económico y organizaron batallones de indios "campesinos y artesanos" a través de las Levas obligatorias. 
Con el inicio del siglo XX, las primigenias familias cacicales unidas con hacendados criollos se habían diluido, y en su lugar emergió una clase dominante aristocrática con influencia cultural europea. Finalmente en 1969, la dictadura de Juan Velasco Alvarado y la Reforma Agraria de 1969, darían fin a los grandes latifundios fundados en varios casos por antiguas familias indígenas y europeos empoderados.

"Impulsar, dentro de las particularidades de cada país, programas de reforma agraria integral orientada a la efectiva transformación, donde así se requiera, de las estructuras e injustos sistemas de tenencia y explotación de la tierra, con miras a sustituir el régimen del latifundio y minifundio por un sistema justo de propiedad, de tal manera que, mediante el complemento del crédito oportuno y adecuado, la asistencia técnica y la comercialización y distribución de los productos, la tierra constituya para el hombre que la trabaja base de su estabilidad económica, fundamento de su progresivo bienestar y garantía de su libertad y dignidad".
Acta de Punta del Este, 1961

#### Barrios de San Sebastián y San Jerónimo (1821-actualidad)
Hubo familias que quedarían arruinadas tras la abolición de la nobleza en 1821, por la que quedarían extintas varios linajes y/o desapareciendo de la vida pública. Incluso muchas familias quedarían empobrecidas por las desamortizaciones y expropiación de sus propiedades, las cuales quedarían desprotegidas ante la República del Perú al practicar la Igualdad ante la ley. Pues un decreto del 4 de julio de 1825 fijo que las tierras de las antiguas panacas debían ser incluidas en la masa repartible, argumentando que los nobles indígenas eran un lastre económico que le daban un uso precario a la tierra.
Muchos nobles incas no se asimilaron al sistema gamonal y al centralismo del Centro histórico del Cuzco (ocupado ahora por elites criollas y españolas que se asentaron en sus antiguas propiedades, se reubicaron en San Jerónimo y San Sebastián, en donde consolidaron algo de presencia, junto a asegurarse un liderazgo político y económico a nivel local como Pequeño-burgueses (dominando la actividad agropecuaria). En cuanto a los incas en San Sebastián y San Jerónimo, su posición se mantuvo viva y a mediados del siglo XX, cuando se reconocieron elecciones libres (y derecho al voto a los indígenas en el sistema republicano), serían elegidos alcaldes con frecuencia entre las comunidades campesinas (que fueron la continuación "modernizada" de la institución del Ayllu del Antiguo Régimen), haciendo activismo social de un modo Reformista y reclamando civilizadamente sus derechos y de los indios a través de las instituciones y leyes presentes.
A día de hoy, aún existirían como unas 50 familias descendientes de incas que llegan a tener cierta participación política a nivel local entre sus comunidades.
Los descendientes de las casas reales o panacas incas son miembros de familias que se mudaron a los barrios de San Jerónimo y San Sebastian cuando se fundó la República en 1821. Descienden de esposas secundarias de los emperadores o de orejones, principes y generales ligados a la antigua nobleza cusqueña.

##### En Perú
Los descendientes documentados actuales son, por vía patrilineal:
- Gregorio Inca Roca Concha, perteneciente a la panaca Wikak'iraw de Inca Roca, oficializa la fiesta del Inti Raymi en el Cusco.[50] En los años 2000 se dio la tarea de buscar a los descendientes incaicos y convocarlos en una asociación civil.[51][52]

- Familia Obando (Ramos Tito-Atauchi Obando), pertenecientes a la panaca Tumipampa de Huayna Cápac, a través del príncipe Paullu Inca.

- Familia Huamanrimanchi Tupahuacayllo, pertenecientes a la panaca Awkaylli de Yahuar Huacac.[50][53]

- Familia Sinchi Roca Zúniga, pertenecientes a la panaca Raura de Sinchi Roca.[53]

- Familia Salcedo Mayta, pertenecientes a la panaca Aucaylli de Yawar Waqaq Inca Yupanqui, y descendiente de Melchor Carlos Inca (bisnieto de Huayna Cápac).

##### En el exterior
- Familia Piñera de Chile, a través de la princesa Barbola Coya Yupanqui, posible hija o nieta del inca Huayna Cápac y por lo tanto pertenecientes a la panaca Tumipampa.